# NGC 89

NGC 89

في الفهرس العام الجديد NGC 89 هي مجرة محدبة أو مجرة حلزونية ضلعية من القدر (14.18)  أن جي سي 89 جزء من مجموعة مجرات متفاعلة تسمى رباعية روبرت والتي تضم أيضا NGC 87، NGC 88 وNGC 92 اكتشفها جون هيرشل في 30 سبتمبر 1834. تقع هذة المجرة على بعد يقدر بحوالي حوالي 144 ± 10 مليون سنة ضوئية من الأرض في كوكبة العنقاء.ويبلغ قطرها حوالي 55 ألف سنة ضوئية .

## معالم
NGC 89 لها نواة زايفرت- 2 تبعث منها إشعاعات إتش-ألفا .وهناك معالم فتيلية على كل جانب من القرص، بما في ذلك هيكل شبية بالتدفق يمتد لحوالي 4 الف فرسخ فلكي في في الاتجاه الشمالي الشرقي.وقد تكون فقدت غاز الهيدروجين المحايد (H1) بسبب التفاعل مع الأعضاء الآخرين في رباعية روبرتت - على الأرجح مع المجرة NGC 92.

## وصلات خارجية
- NGC 89 على موقع ويكي سكاي: DSS2, SDSS, GALEX, IRAS, Hydrogen α, X-Ray, Astrophoto, Sky Map, Articles and images